# فلينستون
فلينستون (بالإنجليزية: The Flintstones) مسلسل كرتوني أمريكي عرض على شبكة هيئة الإذاعة الأمريكية (ABC) من 30 أيلول سبتمبر 1960 حتى 1 أبريل 1966، يحكي قصة فريد فلينتستون وزوجته ويلما وصديقه بارني رابل وزوجته بيتي وحياتهم جميعاً في العصر الحجري، وهو من أنتاج هانا-باربيرا. حظي المسلسل بشهرة عالمية واسعة وتمت إعادة بثه بعد شراء حقوق على العديد من قنوات التلفزة في جميع أنحاء العالم، تم بثه باللغة العربية بقناة سبيس تون .

## الشخصيات
- فرِد (فريد بالدبلجة العربية) وقام بالدور الفنان ( آلان ريد ) ، ( محمد خرماشو )
- وِلما (سلمى بالدبلجة العربية) وقامت بالدور الفنانة ( جان فاندر بيل ) ، ( آنجي اليوسف )
- بِتي (ريما بالدبلجة العربية) وقامت بالدور الفنانة ( بي بيناديرت ) ، ( آمنة عمر )
- بارني (بارع بالدبلجة العربية) وقام بالدور الفنان (ميل بلانك ) ، ( رأفت بازو )

## الممثلون
- آلان ريد - فريد فلينتستون ، العم غستلي
- جان فاندر بيل - ويلما فلينتستون ، بيبلز فلينتستون
- ميل بلانك- بارني ربل ، دينو ، زاك هاتروك
- داوس بتلر - بارني رابل (الموسم الثاني ، الحلقات 1 و 2 و 5 و 6 و 9 فقط)
- بي بيناديرت - بيتي ربل (الموسم الأول - الرابع) ، جرافيلا هاتروك
- جيري جونسون- بيتي رابل (المواسم الخامسة والسادسة)
- دون ميسيك - بام-بام رابل ، هوبي ، أرنولد ، جوبي جروسوم
- جون ستيفنسون - السيد سليت ، جو روكهيد ، سام سلاغيب
- فيرنا فيلتون
- جانيت والدو
- هارفي كورمان

أصوات إضافية
- هنري كوردن
- ووكر إدمستون
- جوون فوراي - الجدة هاتروك
- ساندرا غولد
- هوارد مكنير
- ألان ملفين
- هوارد موريس
- هال سميث
- جيني تايلر
- دوغ يونغ

## دبلجة باللغة العربية الفصحى

### الجزء الأول
- محمد خرماشو - فريد
- أنجي اليوسف - سلمى
- آمنة عمر - ريما
- رأفت بازو - بارع
- مروان فرحات
- عادل أبو حسون
- قاسم ملحو
- هنادي السعدي
- رائفة أحمد

### الجزء الثاني
- محمد خرماشو
- أنجي اليوسف
- يحيى الكفري
- آمنة عمر
- علي كريم
- أمل عمران
- عادل أبو حسون
- بثينة شيا
- زياد الرفاعي
- رأفت بازو
- رنده جليلاتي
- يوسف المقبل
- فدوى سليمان
- محمد حداقي
- نضال حمادي

## روابط خارجية
- فلينستون على موقع IMDb (الإنجليزية)
- فلينستون على موقع ميتاكريتيك (الإنجليزية)
- فلينستون على موقع الموسوعة البريطانية (الإنجليزية)
- فلينستون على موقع روتن توميتوز (الإنجليزية)
- فلينستون على موقع ميوزك برينز (الإنجليزية)
- فلينستون على موقع ديسكوغز (الإنجليزية)
- فلينستون على موقع كينوبويسك (الروسية)
- فلينستون على موقع ألو سيني (الفرنسية)
- فلينستون على موقع قاعدة بيانات الفيلم (الإنجليزية)